# Mladá Francie

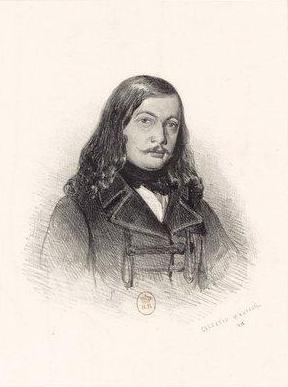
Théophile Gautier v roce 1838

Mladá Francie (Jeunes-France) je označení pro skupinu francouzských romantických bohémských básníků, vzniklou ve 30. letech 19. století. Šlo výhradně o republikánsky smýšlející literáty, kteří byli zklamáni politickým vývojem ve Francii po červencové revoluci v roce 1830. Tito básnící se scházeli s malíři a sochaři v uměleckých ateliérech, z nichž nejproslulejší byl kroužek u sochaře Jeana Duseigneura, zvaný Petit Cénacle (Malý kroužek) na rozdíl od bývalého velkého kroužku kolem Victora Huga. Název skupiny údajně vymyslel vůdčí duch skupiny Théophile Gautier podle své knihy Les Jeunes France. Romans goguenards (1833, Mladofrancouzi. Výsměšné romány). Podle jiných zdrojů se jméno skupiny inspirovalo básní Victora Huga A la jeune France (1830, Mladé Francii). Říkalo se jim také „bousingots“, podle námořnického klobouku z lakované kůže, který patřil k oděvu mladých republikánů.

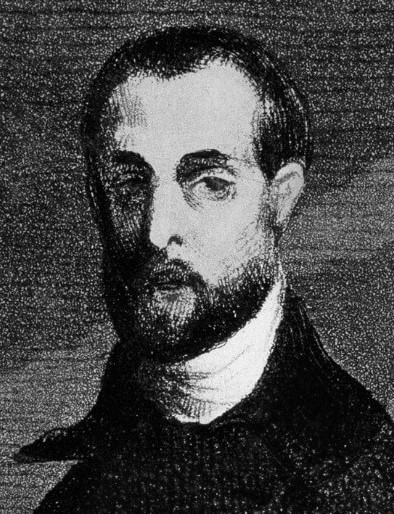
Pétrus Borel v roce 1839

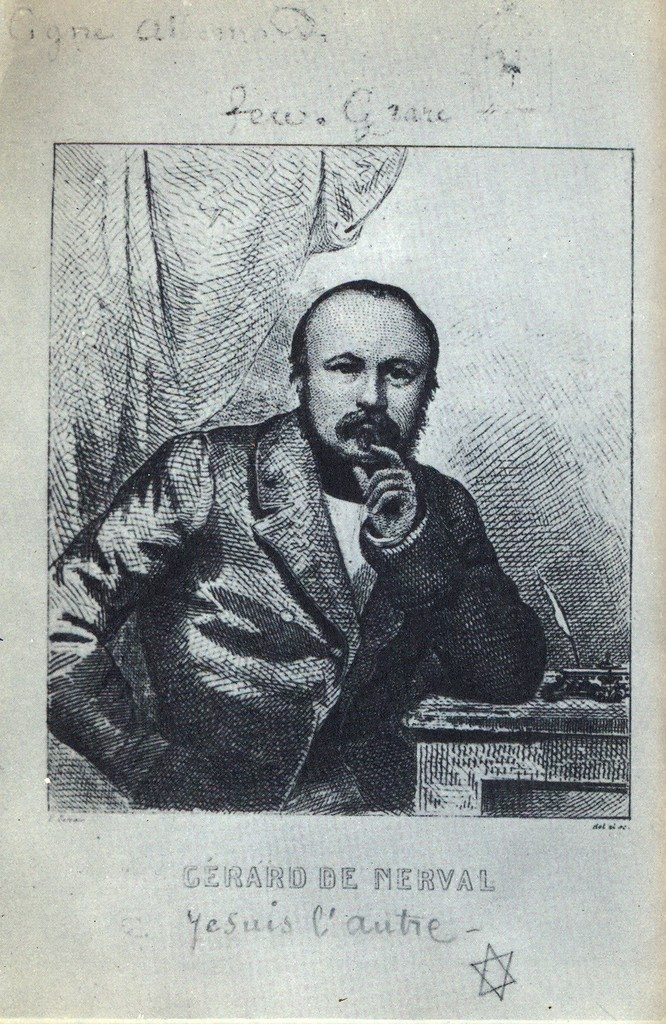
Gérard de Nerval v roce 1840

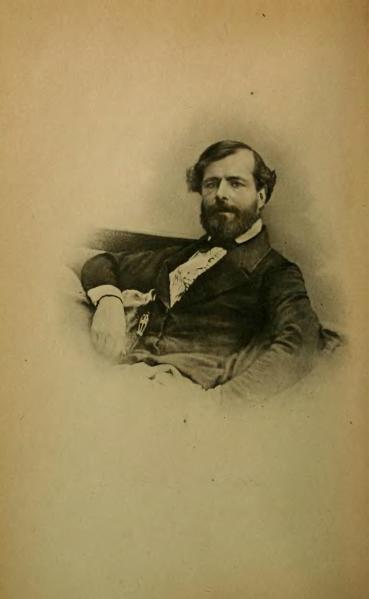
Félix Arvers

O básnících, řazených do skupiny „Mladá Francie“, se také někdy hovoří jako o druhé romantické generaci. Ta vnesla do francouzského romantismu skutečný obrat od sentimentalismu ke kruté sociální skutečnosti a dovedla romantické požadavky svobody umění a autorského subjektu do krajnosti. Jejich programem byl protest proti měšťácké morálce a soudobému společenskému režimu. V jejich dílech se projevuje bezútěšnost a nihilismus. Snaží se odhalit sociální lež a propasti zla, utajené ve společnosti i v člověku. Proto navazují na markýze de Sade a často se přiklání k frenetické literatuře v zobrazování morbidních detailů, groteskních krutostí i zvráceností. Často používají podivné mystifikace a nesmyslnosti připomínající dadaistický humor. V jejich zájmu o deklasované obyvatele měst lze nalézt první stopy velkoměstské civilizační tematiky. Ohlašovali tak kvalitativně nové jevy v literárním vývoji a jsou považováni za předchůdce prokletých básníků a surrealismu.
Bídu sociálních poměrů poznali tito básnící většinou na vlastní kůži. Byli to literáti žijící ve špatném materiálním postavení na okraji společnosti, protože kvůli svým šokujícím dílům byli vyvrženi z oficiálního literárního prostředí. Život jim přinášel duševní trýzně, které často vedly k mentálním poruchám.
K hlavním představitelům „Mladé Francie“ patřili Théophile Gautier, Pétrus Borel, Gérard de Nerval a celá řada autorů považovaných ve své době za druhořadé, například:
- Charles Lassailly (1806–1843), autor frenetického románu Les Roueries de Trialph (1833, Prostopášnosti Trialfovy) s motivy satanismu a zobrazení bezbožného města prolezlého korupcí a zločinem,
- Félix Arvers (1806–1850), známý sbírkou Mes heures perdues (1833, Ztracené hodiny), ve které zobrazil básníka drceného ústrky, nepochopením a pohrdáním, nicméně čerpajícího i v tísni důvěru ve své poslání,
- Philothée O'Neddy (1811–1875), vlastním jménem Philothée O'Neddy (1811–1875), autor básnické sbírky Feu et flamme (1833, Oheň a plamen), což je ukázka frenetického žánru v poezii,
- Alphonse Esquiros (1812–1876), který v románu Le Magicien (1838, Kouzelník) spojil téma satanismu s otázkou vědy, poznání a pokroku.

Ukázky z tvorby básníků „Mladé Francie“ je možno najít v českém výboru Básníci pařížské bohémy, který vydalo roku 1984 nakladatelství Odeon ve výboru Jaroslava Fryčera a v překladu Jindřicha Pokorného.